# Соколовка (Черкасская область)
Соколо́вка (укр. Соколівка) — село в Жашковском районе Черкасской области Украины.
Население по переписи 2001 года составляло 1290 человек. Почтовый индекс — 19253. Телефонный код — 4747.

## Местный совет
19253, Черкасская область, Жашковский р-н, с. Соколовка